# Anax guttatus
Anax guttatus is een echte libel (Anisoptera) uit de familie van de glazenmakers (Aeshnidae).
De soort staat op de Rode Lijst van de IUCN als niet bedreigd, beoordelingsjaar 2010, de trend van de populatie is volgens de IUCN stabiel.
De wetenschappelijke naam van de soort werd in 1839 als Aeshna guttata gepubliceerd door Hermann Burmeister.